# Muminserien
Mumin eller Mumintrollen är en tecknad serie om Mumintrollen, skapad av Tove Jansson och efterföljd av hennes bror Lars Jansson. Mellan 1954 och 1975 gjordes totalt 73 olika episoder av serien som publicerades i den brittiska dagstidningen The Evening News.

## Den första muminserien
Mellan den 3 oktober 1947 och 2 april 1948 publicerades en serie av Tove Jansson med titeln Mumintrollet och jordens undergång i den finlandssvenska vänstertidningen Folktidningen Ny Tid. Det var en omarbetad serieversion av Kometjakten, och den saknade pratbubblor – texten var placerad under rutorna på samma sätt som i exempelvis Tom Puss. Jansson skrev och tecknade serien på uppdrag av sin vän Atos Wirtanen, som var Ny Tids chefredaktör. Hon skrev och tecknade varje avsnitt med bara någon veckas framförhållning hela tiden.
Serien fick kritik från tidningens läsare, som inte gillade att Muminpappan läste en tidning som hette Monarkistbladet och att serien tycktes ha kapitalistiska tendenser. Därför kom Jansson och Wirtanen överens om att avsluta äventyret snabbare än vad som från början var tänkt. Trots att det är Jansson själv som har påstått detta har uppgiften dock ifrågasatts, eftersom serien ser ut att ha ett genomtänkt slut och i stort sett innehåller hela den historia som i annan version blev barnromanen Kometjakten.
Denna allra första Muminserie gavs ut på nytt i en häftad bok kallad Jorden går under! 2007. I denna bok har också samlats en del kringmaterial, som intervjuer med Tove Jansson med mera.

## Dagsstrippsserien

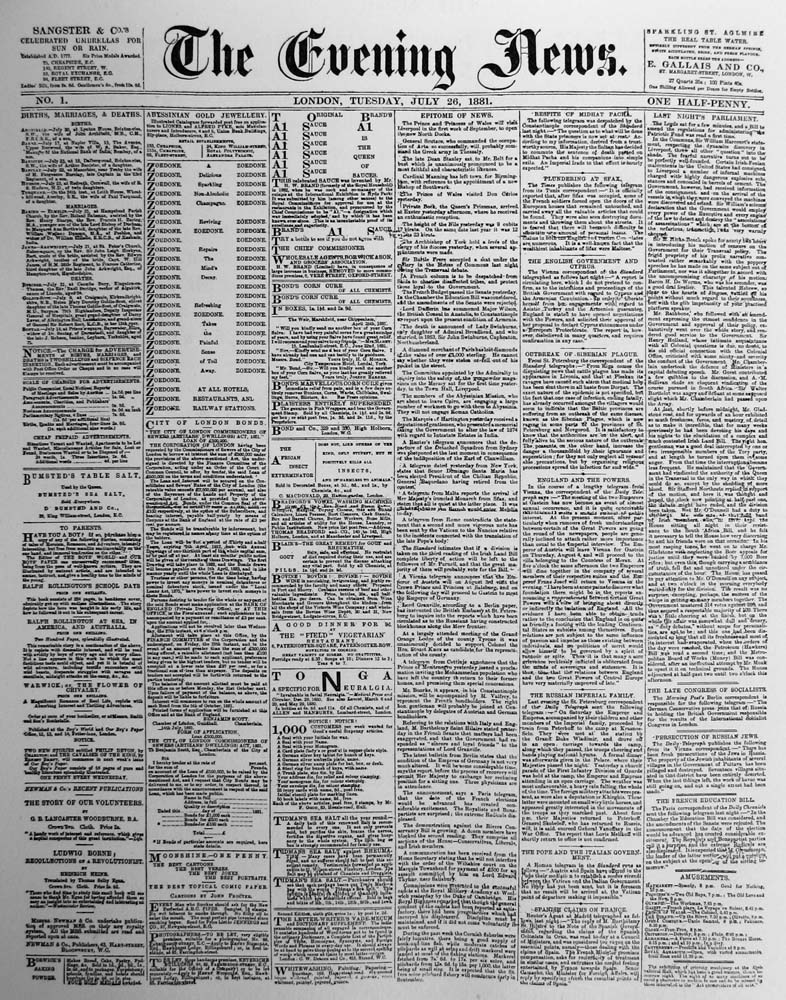
Serien tecknades för Londontidningen The Evening News.

Den 20 september 1954 började Tove Jansson teckna en serie (Moomin and the Brigands) om Mumintrollen för Londontidningen The Evening News. Hon författade och tecknade serien fram till 1957; sedan ryckte hennes bror Lars Jansson in som manusförfattare. Under 1959 tog Lars även över tecknandet av serien, som han fortsatte att producera fram till 1975. The Evening News slutade publicera serien 1968, men den publicerades i flera andra engelskspråkiga tidningar fram till att Lars Jansson slutade skapa den. Det blev sammanlagt 73 olika episoder av serien.
Året därpå den 1 mars 1955 debuterade Mumintrollet som daglig serie i Sverige i morgontidningen Svenska Dagbladet.
Serierna har helt egna historier, även om många av dem liknar historierna i Muminromanerna. Figurernas karaktärer är också något annorlunda. Man kan säga att seriernas mumintroll har sin egen kanon, skild från romanerna – men inte mindre riktig för det, eftersom det ju faktiskt är Tove Jansson som själv ligger bakom båda. Den sammanhängande "verkligheten" genom alla serieepisoderna är alltså inte mindre riktig än den som finns i romanerna, den är bara en annan.
Humorn i serien baseras ofta på det faktum att mumintrollen inte kan säga "nej" när andra personer ber dem att göra något, eftersom de är rädda för att såra de andra personerna. Serierna har givits ut i seriealbum i olika omgångar, på både svenska och finska. I december 2006 publicerade det kanadensiska förlaget Drawn and Quarterly den första av flera böcker med Tove Janssons samlade Muminstrippar på engelska, utgåvor som också har kommit ut på svenska, tyska, ryska och andra språk med samma omslagsbilder och inbindning.

## Barnserien
Under 1990-talet började Mumintrollen ritas i serieformat på nytt, den här gången starkt influerade av den framgångsrika animerade TV-serien I Mumindalen (vilken i sin tur i vissa avsnitt baserades på de ursprungliga tecknade serierna). Dessa serier har inget gemensamt med de äldre serierna utan anknyter närmare till romanernas muminberättelser. Till skillnad från de tidigare serierna, är de också främst riktade till en läsekrets av barn.

## Lista över de ursprungliga serierna
| Nr  | Titel                                                      | Skapare   | År      |
| 0.  | Mumintrollet och jordens undergång                         | Tove      | 1947–48 |
| 1.  | Mumintrollet                                               | Tove      | 1954–55 |
| 2.  | Muminfamiljen                                              | Tove      | 1955    |
| 3.  | Mumin på Rivieran Familjen lever högt                      | Tove      | 1955    |
| 4.  | Den ensliga ön                                             | Tove      | 1955    |
| 5.  | Den farliga vintern                                        | Tove      | 1955    |
| 6.  | Låtsaslek                                                  | Tove      | 1956    |
| 7.  | Mumin bygger ett hus Att bygga ett hus                     | Tove      | 1956    |
| 8.  | Mumin börjar ett nytt liv Vi börjar ett nytt liv           | Tove      | 1956    |
| 9.  | Mumin blir kär Mumintrollet blir förälskat                 | Tove      | 1956    |
| 10. | Mumindalen blir djungel Vi bor i en djungel                | Tove      | 1956    |
| 11. | Mumin och marsmänniskorna Mumintrollet och marsinnevånarna | Tove      | 1957    |
| 12. | Mumin och havet Muminfamiljen och havet                    | Tove      | 1957    |
| 13. | Föreningsliv i Mumindalen Föreningsliv                     | Tove      | 1957    |
| 14. | Mumintrollet i vilda västern Mumin i Vilda Västern         | Tove/Lars | 1957    |
| 15. | Snorkfröken i rokoko Snorkfröken i Rococo                  | Tove/Lars | 1958    |
| 16. | Mumin och medborgarkänslan Mumin blir social               | Tove/Lars | 1958    |
| 17. | Mumin och kometen                                          | Tove/Lars | 1958    |
| 18. | Mumin och den gyllene svansen Den gyllene svansen          | Tove      | 1958    |
| 19. | Muminvinter                                                | Tove/Lars | 1959    |
| 20. | Mumin till sjöss                                           | Tove/Lars | 1959    |
| 21. | Klåttdjurets frieri                                        | Tove/Lars | 1959    |
| 22. | Mumins lampa                                               | Lars      | 1960    |
| 23. | Mumin och järnvägen                                        | Lars      | 1960    |
| 24. | Muminpappa och spionerna                                   | Lars      | 1960    |
| 25. | Mumin och cirkusen                                         | Lars      | 1960    |
| 26. | Mumin Nybyggaren                                           | Lars      | 1961    |
| 27. | Mumin och scouterna                                        | Lars      | 1961    |
| 28. | Mumin brukar jorden                                        | Lars      | 1961    |
| 29. | Mumin och guldgrävarna                                     | Lars      | 1961    |
| 30. | Robinson Mumin                                             | Lars      | 1962    |
| 31. | Mumin och konsten                                          | Lars      | 1962    |
| 32. | Sniff's badort                                             | Lars      | 1962    |
| 33. | Polismästarens brorson                                     | Lars      | 1962    |
| 34. | Dam i dilemma                                              | Lars      | 1963    |
| 35. | Knappar och äktenskap                                      | Lars      | 1963    |
| 36. | Sniff's sportshop Sniffs sportaffär                        | Lars      | 1963    |
| 37. | Mymlans diamant                                            | Lars      | 1963    |
| 38. | Mumin och vampyren                                         | Lars      | 1964    |
| 39. | Mumin och TV                                               | Lars      | 1964    |
| 40. | De underutvecklade mumintrollen                            | Lars      | 1964    |
| 41. | Mumin och moster                                           | Lars      | 1964    |
| 42. | Mumin och naturparken                                      | Lars      | 1965    |
| 43. | Mumin och den Gamla Goda Tiden Den gamla goda tiden        | Lars      | 1965    |
| 44. | Hundliv i Mumindalen                                       | Lars      | 1965    |
| 45. | Mumin detektiven                                           | Lars      | 1966    |
| 46. | Vårkänslor                                                 | Lars      | 1966    |
| 47. | Mumin räddar en prinsessa                                  | Lars      | 1966    |
| 48. | Mumin och agent 008½                                       | Lars      | 1966    |
| 49. | Mumin lever farligt                                        | Lars      | 1967    |
| 50. | Mumin på Torrelorca                                        | Lars      | 1967    |
| 51. | Snorkfröken i societeten                                   | Lars      | 1967    |
| 52. | Redan de gamla grekerna                                    | Lars      | 1967    |
| 53. | Sniff blir god                                             | Lars      | 1968    |
| 54. | Redaktör Mumin                                             | Lars      | 1968    |
| 55. | Mumin och de föräldralösa                                  | Lars      | 1968    |
| 56. | Riddar Mumin                                               | Lars      | 1969    |
| 57. | Mumin till häst                                            | Lars      | 1969    |
| 58. | Mumin och sjöjungfrun                                      | Lars      | 1969    |
| 59. | Missans återkomst                                          | Lars      | 1970    |
| 60. | Mumin och Radikalerna                                      | Lars      | 1970    |
| 61. | Mumin-Jul                                                  | Lars      | 1970    |
| 62. | Mumin i Egypten                                            | Lars      | 1971    |
| 63. | Sniff blir kär                                             | Lars      | 1971    |
| 64. | Mumin förlovar sig                                         | Lars      | 1971    |
| 65. | Mumin och den flygande Holländaren                         | Lars      | 1972    |
| 66. | Snorkfröken blir synsk                                     | Lars      | 1972    |
| 67. | Mumin och badstranden                                      | Lars      | 1973    |
| 68. | Mumin blir rik                                             | Lars      | 1973    |
| 69. | Mumin och Gurun                                            | Lars      | 1973    |
| 70. | Muminpappan på ålderns brant                               | Lars      | 1974    |
| 71. | Batalj i Mumindalen                                        | Lars      | 1974    |
| 72. | Mumin i Neanderdalen                                       | Lars      | 1974    |
| 73. | Mumin och de tio sparbössorna                              | Lars      | 1975    |